# Uncharted: Drake’s Fortune
Uncharted: Drake’s Fortune (рус. Uncharted: Судьба Дрейка) — компьютерная игра в жанре приключенческий боевик с видом от третьего лица, разработанная американской компанией Naughty Dog и изданная Sony Computer Entertainment для игровой консоли Sony PlayStation 3. 7 октября 2015 года вышла переизданная версия игры для консоли PlayStation 4. Uncharted: Drake’s Fortune входит в состав Uncharted: The Nathan Drake Collection, которая также включает вторую и третью части.

## Игровой процесс
Игровой процесс Uncharted сочетает в себе элементы экшена от третьего лица и трёхмерного платформера. Игрок управляет главным героем — Нейтаном Дрейком. При перемещении по уровню он может прыгать, цепляться за выступы, плавать, использовать лестницы, хвататься за верёвки и лианы и раскачиваться на них и выполнять другие акробатические приёмы, которые позволяют добраться до различных участков игрового мира. В определённые моменты необходимо решать головоломки, подсказки к которым содержатся в дневнике Фрэнсиса Дрейка.
Нейт может одновременно носить с собой один пистолет и один автомат или винтовку и ограниченный запас патронов, а также до четырёх гранат. Если игрок подбирает другое оружие, то оно заменяет то, которое носит Нейт. В бою главный герой может использовать укрытия, а также стрелять прицельно или вслепую. В игре отсутствует индикатор здоровья: когда Дрейк получает урон, изображение на экране начинает обесцвечиваться. Здоровье восстанавливается автоматически, если Нейт некоторое время отдохнёт или проведёт в укрытии. Также в игре есть возможность устранять врагов в рукопашном бою, а в определённых местах — скрытно, незаметно подкравшись к ним.
Также в игре присутствуют миссии на транспорте; в одной из них Нейт и Елена на джипе спасаются от врагов, и игроку нужно отстреливаться из турели; в другой они справляются по реке на гидроцикле, игрок при этом управляет Нейтом при движении и Еленой при отстреле врагов и устранения препятствий на пути.
В игре имеется система наград, которые присуждаются игроку за сбор спрятанных на уровнях сокровищ или за различные достижения, такие как убийство определённого числа врагов из конкретного оружия, выполнение определённого числа выстрелов в голову и т. д. За получение наград игроку начисляются очки, за которые можно разблокировать альтернативные костюмы и особые режимы игры, доступные при повторном прохождении, видеоролики о создании игры, концепт-арты и другие бонусы.

## Сюжет

### Персонажи
Главным героем игры является Нейтан «Нейт» Дрейк (англ. Nathan «Nate» Drake; озвучивает Нолан Норт) — искатель приключений и охотник за сокровищами, называющий себя потомком сэра Фрэнсиса Дрейка. Его спутниками являются Виктор «Салли» Салливан (англ. Victor «Sully» Sullivan; озвучивает Ричард Макгонагл), давний друг и наставник Нейта, и Елена Фишер (англ. Elena Fisher; озвучивает Эмили Роуз), журналистка, снимающая документальный фильм об экспедиции Дрейка. Основным антагонистом игры является охотник за сокровищами Габриэль Роман (англ. Gabriel Roman; озвучивает Саймон Темплмен). На Романа работают наёмники под предводительством Атока Наварро (англ. Atoq Navarro; озвучивает Робин Аткин Даунс) и индонезийские пираты, которых возглавляет Эдди Раджа (англ. Eddy Raja; озвучивает Джеймс Си), давний враг Нейта.

### История
Сюжет начинается с того, что Нейт и Елена поднимают со дна океана вблизи побережья Панамы гроб, в котором как считается, похоронен Фрэнсис Дрейк (координаты точки поисков были указаны на фамильном кольце Нейта). Однако гроб оказывается пуст, за исключением дневника сэра Фрэнсиса, что подтверждает, что он инсценировал свою смерть, как Нейт и полагал изначально. Следом за этим на их лодку нападают пираты. Нейту и Елене удаётся отбиться от них и сбежать с лодки до того, как она взрывается, и они улетают на гидроплане подоспевшего на помощь Салли.
На берегу Нейт и Салли обсуждают дневник, в котором содержатся указания на местоположение Эльдорадо. Опасаясь, что фильм Елены привлечёт конкурентов, они сбегают на лодке, оставив журналистку на пристани, и добираются до места в джунглях Амазонки, на которое указывает дневник. Осматриваясь вокруг, они находят подземный храм и понимают, что Эльдорадо — это огромная золотая статуя, которую испанские конкистадоры куда-то перетащили несколько веков назад. Дальнейшие поиски приводят их к немецкой подлодке времён Второй мировой войны; внутри Нейт находит тела жестоко убитых членов команды, а также недостающую страницу из дневника Дрейка и координаты острова в Тихом океане, куда испанцы перевезли статую.
В этот момент герои сталкиваются с Романом, Наварро и их людьми. Как выясняется, Салли задолжал Роману денег и проговорился ему об их с Нейтом поисках. В завязавшейся перепалке Роман стреляет Салли в грудь. В этот момент на подлодке взрывается торпеда, случайно запущенная Нейтом, и он, воспользовавшись этим, сбегает. При этом он сталкивается с Еленой, которой удалось их выследить.
Вдвоём на самолёте Салли они отправляются на остров, однако при подлёте их сбивают, и героям приходится прыгать с парашютами. В поисках Елены Нейт добирается до старого форта, где находит её парашют, а также сообщение от Фрэнсиса Дрейка, из которого следует, что тот направлялся в башню форта. Добравшись туда, герой попадает в плен к Эдди, который требует, чтобы Нейт помог найти сокровище. Елена спасает его, и они сбегают из форта, от Эдди и его пиратов. Вдвоём они добираются до заброшенной гавани, где находят журнал, из которого следует, что статуя была перевезена вглубь острова. Пока Нейт пробивается к лодке, на которой он планирует сбежать, Елена заснимает на камеру Салли, сотрудничающего с Романом и Наварро (до этого Нейт и Елена считали его погибшим). Они направляются за ними в монастырь на севере острова. Во время перехода по мосту Елена срывается в пропасть, и ей приходится бросить камеру, чтобы Нейт мог её вытащить. Добравшись до монастыря и найдя Салли, они узнают, что тот выжил благодаря тому, что пуля попала в дневник Фрэнсиса Дрейка, лежавший в его нагрудном кармане, и намеренно путал Романа и его людей, пытаясь выиграть время.
Следуя подсказкам из дневника, троица находит в монастыре тайный проход. Однако он оказывается ловушкой, и дверь закрывается за ними. Нейт успевает вытолкнуть Салли наружу, а сам вместе с Еленой решает идти дальше. Пробившись через ловушки и наёмников, они оказываются в сокровищнице, где когда-то находилась статуя, и находят там останки Фрэнсиса Дрейка. Нейт, разочарованный тем, что тот так и не достиг цели, оставляет на его теле своё кольцо. В этот момент они сталкиваются с перепуганным Эдди, и на них нападают странные существа, обладающие сверхчеловеческой силой и скоростью. Эдди погибает в бою с ними, а Нейту и Елене удаётся сбежать.
Спасаясь бегством, они попадают на заброшенную немецкую базу подлодок. Нейт спускается на нижние уровни, где находит письмо Фрэнсиса Дрейка. Из него выясняется, что статуя проклята, а монстры, с которыми он столкнулся — это испанцы, мутировавшие под её действием. Дрейк намеренно затопил свои корабли, чтобы статуя не покинула остров. Нацисты нашли её во время Второй мировой войны и проводили над ней эксперименты, однако впоследствии были убиты монстрами.
Восстановив подачу электричества и отбившись от монстров, Нейт возвращается к Елене и обнаруживает, что она находится в заложниках у Романа. Выбравшись на поверхность, он связывается по рации с Салли и приходит ему на помощь в бою с наёмниками. Вдвоём они находят статую, до которой уже добрался Роман. Открыв с подначки Наварро статую, Роман обнаруживает внутри мумию и, вдохнув её прах, превращается в монстра. Наварро убивает его и приказывает своим людям грузить статую на корабль, намереваясь продать её в качестве оружия. В этот момент на них нападают монстры, и Наварро сбегает, удерживая Елену в заложницах. Нейт успевает запрыгнуть на сеть, в которую погружена статуя. В результате вмешательства Елены вертолёт, перевозящий идола, падает на корабль. Нейт, расправившись с наёмниками, побеждает Наварро, спасает Елену и сталкивает вертолёт в воду; при этом верёвка, которой к нему привязана статуя, обматывается вокруг ноги Наварро, и его утаскивает на дно вместе с идолом.
После этого Нейт и Елена переводят дух. Нейт замечает, что ему жаль уходить с пустыми руками, и Елена возвращает ему кольцо Фрэнсиса Дрейка. В этот момент к ним подплывает Салли на лодке, на которой было сокровище . Втроём они уплывают с острова.

## Саундтрек
Саундтрек к Uncharted: Drake’s Fortune был написан американским композитором Грегом Эдмонсоном. Он был выпущен 20 ноября 2007 года в цифровом виде в сервисе iTunes.
Список треков
| №                   | Название                          | Длительность |
| ------------------- | --------------------------------- | ------------ |
| 1.                  | «Nate's Theme»                    | 1:45         |
| 2.                  | «Grave Robbing»                   | 2:01         |
| 3.                  | «Sir Francis Drake»               | 1:07         |
| 4.                  | «The Search for El Dorado»        | 2:50         |
| 5.                  | «Uncharted Island»                | 3:08         |
| 6.                  | «Plane-wrecked»                   | 2:56         |
| 7.                  | «The Fortress»                    | 2:02         |
| 8.                  | «Unlocking the Past»              | 3:35         |
| 9.                  | «Drowned City»                    | 2:11         |
| 10.                 | «Trapped»                         | 4:23         |
| 11.                 | «Heading Upriver»                 | 2:36         |
| 12.                 | «Sanctuary?»                      | 4:24         |
| 13.                 | «Treasure Vault»                  | 3:24         |
| 14.                 | «A Bitter End»                    | 1:11         |
| 15.                 | «Unwelcome Guests»                | 4:48         |
| 16.                 | «The Bunker»                      | 4:36         |
| 17.                 | «Drake's Elegy»                   | 1:56         |
| 18.                 | «El Goddamn Dorado»               | 3:06         |
| 19.                 | «Showdown»                        | 2:26         |
| 20.                 | «Uncharted Theme»                 | 1:52         |
| 21.                 | «Uncharted: The Eldorado Megamix» | 4:17         |
| Общая длительность: | Общая длительность:               | 60:34        |

## Награды и продажи
| Сводный рейтинг       | Сводный рейтинг |
| Агрегатор             | Оценка          |
| --------------------- | --------------- |
| GameRankings          | 89,67 %         |
| Metacritic            | 88/100          |
| Иноязычные издания    |                 |
| Издание               | Оценка          |
| 1UP.com               | A-              |
| Eurogamer             | 9/10            |
| GamePro               | 88 %            |
| GameRevolution        | A-              |
| GameSpot              | 8/10            |
| GameSpy               | [ 12 ]          |
| VideoGamer            | 8/10            |
| Русскоязычные издания |                 |
| Издание               | Оценка          |
| Absolute Games        | 80 %            |
| «Игры Mail.ru»        | 8,5/10          |
| «Мир фантастики»      | 8/10            |
| «Страна игр»          | 8,5/10          |

Kotaku и IGN признали Uncharted: Drake’s Fortune лучшей игрой года на платформе PlayStation 3
На E3 компания Sony объявила о том, что было продано более 3,5 миллионов копий игры.
В начале марта 2012 года в официальном блоге PlayStation опубликован список 10 игр с самым большим количеством держателей платиновых трофеев, в который вошла Uncharted: Drake’s Fortune.

## Продолжения
В конце 2009 года, Naughty Dog выпустила сиквел Uncharted 2: Among Thieves, повествующий о новых приключениях Нейтана Дрейка. В сиквеле существенно доработана и улучшена графика, а также помимо прочего был добавлен многопользовательский режим.
В начале ноября 2011 в продажу поступила третья часть серии Uncharted 3: Drake’s Deception, а 10 мая 2016 года состоялся релиз четвёртой части. 22 августа 2017 года вышла Uncharted: The Lost Legacy, которая является спин-оффом к четвёртой части.